# Campeonato Europeu de Atletismo em Pista Coberta de 2023 - Salto em altura feminino
A prova do salto em altura feminino do Campeonato Europeu de Atletismo em Pista Coberta de 2023 foi disputada entre os dias 2 a 5 de março de 2023 na Ataköy Athletics Arena, em Istambul, na Turquia.

## Recordes
Antes desta competição, os recordes mundiais e do campeonato nesta prova eram os seguintes:
|                       | Nome            | Nacionalidade | Altura  | Local      | Data                   |
| --------------------- | --------------- | ------------- | ------- | ---------- | ---------------------- |
| Recorde mundial       | Kajsa Bergqvist | Suécia        | 2m 08cm | Arnstadt   | 4 de fevereiro de 2006 |
| Recorde europeu       | Kajsa Bergqvist | Suécia        | 2m 08cm | Arnstadt   | 4 de fevereiro de 2006 |
| Recorde do campeonato | Tia Hellebaut   | Bélgica       | 2m 05cm | Birmingham | 3 de março de 2007     |

## Medalhistas
| Ouro                      | Prata               | Bronze                   |
| Yaroslava Mahuchikh (UKR) | Britt Weerman (NED) | Kateryna Tabashnyk (UKR) |

## Cronograma
Todos os horários são locais (UTC +3).
| Data       | Hora  | Evento       |
| ---------- | ----- | ------------ |
| 2 de março | 19:05 | Qualificação |
| 5 de março | 10:20 | Final        |

### Qualificação
Qualificação: 1,94 m (Q) ou os 8 melhores qualificados (q). 
| Posição | Atleta              | Nacionalidade | 1.76 | 1.82 | 1.87 | 1.91 | 1.94 | Resultados | Notas                |
| ------- | ------------------- | ------------- | ---- | ---- | ---- | ---- | ---- | ---------- | -------------------- |
| 1       | Yuliia Levchenko    | Ucrânia       | –    | o    | o    | o    |      | 1.91       | q                    |
| 2       | Yaroslava Mahuchikh | Ucrânia       | –    | –    | xx-  | o    |      | 1.91       | q                    |
| 3       | Christina Honsel    | Alemanha      | o    | o    | o    | xo   |      | 1.91       | q                    |
| 3       | Daniela Stanciu     | Roménia       | o    | o    | o    | xo   |      | 1.91       | q                    |
| 3       | Angelina Topić      | Sérvia        | o    | o    | o    | xo   |      | 1.91       | q                    |
| 6       | Kateryna Tabashnyk  | Ucrânia       | o    | xo   | o    | xo   |      | 1.91       | q                    |
| 6       | Britt Weerman       | Países Baixos | –    | xo   | o    | xo   |      | 1.91       | q                    |
| 8       | Morgan Lake         | Grã-Bretanha  | –    | o    | o    | xxo  |      | 1.91       | q                    |
| 9       | Solène Gicquel      | França        | o    | o    | o    | xxx  |      | 1.87       |                      |
| 10      | Marija Vuković      | Montenegro    | –    | o    | xo   | xxx  |      | 1.87       |                      |
| 11      | Nawal Meniker       | França        | o    | xo   | xo   | xxx  |      | 1.87       |                      |
| 12      | Karmen Bruus        | Estónia       | o    | o    | xxo  | xxx  |      | 1.87       | Recorde da temporada |
| 13      | Lia Apostolovski    | Eslovênia     | o    | o    | xxx  |      |      | 1.82       |                      |
| 13      | Heta Tuuri          | Finlândia     | o    | o    | xxx  |      |      | 1.82       |                      |
| 15      | Urtė Baikštytė      | Lituânia      | o    | xo   | xxx  |      |      | 1.82       |                      |
| 15      | Elena Vallortigara  | Itália        | o    | xo   | xxx  |      |      | 1.82       |                      |
| 99      | Sini Lällä          | Finlândia     |      |      |      |      |      | DNS        |                      |

### Final
A final aconteceu às 10:20 no dia 5 de março de 2023.
| Posição           | Atleta              | Nacionalidade | 1.80 | 1.86 | 1.91 | 1.94 | 1.96 | 1.98 | 2.03 | Resultados | Notas     |
| ----------------- | ------------------- | ------------- | ---- | ---- | ---- | ---- | ---- | ---- | ---- | ---------- | --------- |
| Medalha de ouro   | Yaroslava Mahuchikh | Ucrânia       | –    | –    | o    | o    | o    | o    | xxx  | 1.98       |           |
| Medalha de prata  | Britt Weerman       | Países Baixos | o    | o    | o    | o    | o    | xxx  |      | 1.96       | =         |
| Medalha de bronze | Kateryna Tabashnyk  | Ucrânia       | o    | o    | xo   | o    | xxx  |      |      | 1.94       |           |
| 4                 | Angelina Topić      | Sérvia        | o    | xo   | xo   | o    | xxx  |      |      | 1.94       | = , WU20L |
| 5                 | Yuliia Levchenko    | Ucrânia       | o    | o    | o    | xxo  | xxx  |      |      | 1.94       |           |
| 6                 | Christina Honsel    | Alemanha      | o    | o    | o    | xxx  |      |      |      | 1.91       |           |
| 7                 | Morgan Lake         | Grã-Bretanha  | –    | o    | xxx  |      |      |      |      | 1.86       |           |
| 7                 | Daniela Stanciu     | Roménia       | o    | o    | xxx  |      |      |      |      | 1.86       |           |

Legenda
| Recorde mundial       | Recorde mundial (World record)               |                       | Recorde africano                      | Recorde africano (African) |                                           | Q | Classificado por posição (Qualified) |
| Recorde do campeonato | Recorde do campeonato (Championship record)  | Recorde da América    | Recorde da América (Americas)         | q                          | Classificado por melhor tempo (Qualified) |   |                                      |
| Melhor marca do ano   | Melhor marca do ano (World leading)          | Recorde asiático      | Recorde asiático (Asian)              | DNS                        | Não largou (Did not start)                |   |                                      |
| Recorde nacional      | Recorde nacional (National record)           | Recorde europeu       | Recorde europeu (European)            | DNF                        | Não terminou (Did not finish)             |   |                                      |
| Recorde pessoal       | Recorde pessoal do atleta (Personal best)    | Recorde da Oceania    | Recorde da Oceania (Oceania)          | DSQ / DQ                   | Desclassificado (Disqualified)            |   |                                      |
| Recorde da temporada  | Recorde da temporada do atleta (Season best) | Recorde sul-americano | Recorde sul-americano (South America) | NM                         | Sem marca (No mark)                       |   |                                      |